# Église Saint-Saturnin de Paulhenc
Pour les articles homonymes, voir église Saint-Saturnin.
L'église Saint-Saturnin est une église située en France sur la commune de Paulhenc (Cantal), en région Auvergne-Rhône-Alpes.

## Historique
L’église connaît une première campagne de construction au XIIIe siècle, identifiable par les chapiteaux. Elle est agrandie aux XVe (portail sud), XVIe (chapelles, contreforts), XVIIe (tourelle d’escalier datée de 1613), XVIIIe et XIXe siècle (sacristie, vitraux). Une restauration a lieu au XXe siècle.

### Protection
L'église est inscrite au titre des monuments historiques par arrêté du 10 février 1997.

## Description
Le ciboire est répertorié dans la base Palissy.